# Bela Vista Futebol Clube (Minas Gerais)
Bela Vista Futebol Clube é um clube brasileiro de futebol, com sede na cidade de Sete Lagoas, no estado de Minas Gerais. Seu mascote é o periquito. Suas cores são o branco e o verde.
O Bela Vista é um dos grandes clubes de Sete Lagoas. Seu principal rival é o Democrata-SL, com uma rivalidade de 91 anos de história.

## História
O Bela Vista Futebol Clube foi fundado em 21 de abril de 1930 por um grupo de desportistas sete-lagoanos. Pelo empenho a causa e atuação destacada, Juvenal Estanislau de Souza, Antônio Bento Ferrouca, Tito Alves Costa e Moacir Alves Costa são considerados seus fundadores e formaram a primeira diretoria do BV, como é carinhosamente chamado por sua torcida.

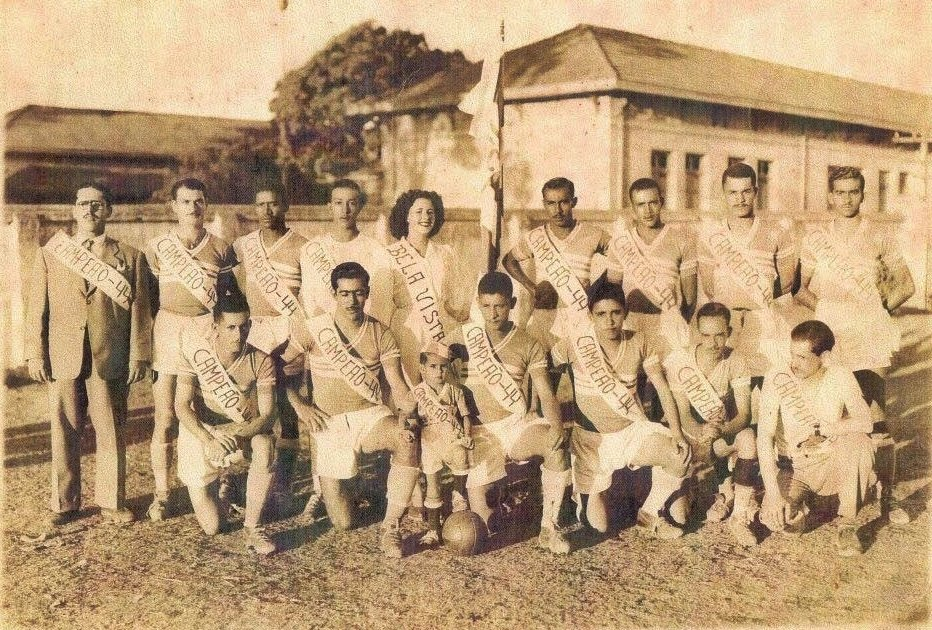
Equipe Campeã Regional 1944

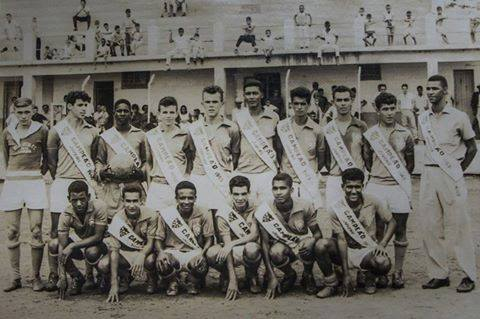
Equipe Juvenil Campeã Regional de 1963

Os entusiasmados diretores construíram o primeiro campo do clube que estava localizado na rua Paulo Frontin. Com o correr do tempo, com o considerável aumento dos associados e com a estabilidade financeira do clube, foi construído posteriormente uma praça de esportes com os melhoramentos que se viu nos estádios profissionais da época.  O Bela Vista foi o primeiro clube de sete lagoas a colocar alambrado em seu campo.
Em 1944 o Bela Vista foi campeão do I Campeonato Regional promovido pela Liga de Futebol Sete-lagoana. Criou uma hegemonia na divisão amadora sagrando-se campeão nos anos de 1945, 1947, 1949, 1950, 1951, 1952 e 1953. Fez jogos memoráveis, levou ao seu estádio numerosos públicos e enfrentou os principais grêmios profissionais no estado de Minas Gerais e do Distrito Federal.
Além do intercâmbio esportivo o Bela Vista proporcionava o seus adeptos diversão e o estreitamento das relações. Possuía tambem um Departamento Feminino.  Senhoras e senhoritas da sociedade sete-lagoana organizavam festas de grande sucesso na época. Participavam do carnaval, apresentando o clube em carros alegóricos em desfile pela cidade.
O Gigante da Colina, como ficou conhecido, disputava com o Democrata o maior clássico do futebol amador da região nas décadas de 40 e 50 conhecido como o "Clássico do Sertão". Esta rivalidade era tanta que em 1958, diante da grande expectativa das torcidas, o primeiro jogo profissional entre as duas equipes sete-lagoanas foi marcado para o estádio Independência em Belo Horizonte. Partida que o Bela Vista venceu por 1 a 0.
O ano de 1958, marcante para os brasileiros pois o Brasil sagrava-se campeão da Copa do Mundo na Suécia, marcou também a história do BV. O clube disputou seu 1º Campeonato como equipe profissional e fez o que era comum para os grandes times do futebol brasileiro da época: foi excursionar pela Europa jogando contra os principais clubes do continente europeu como o poderoso Real Madrid, considerado o melhor time do mundo na época.
Uma das maiores referências do futebol do clube é o ex-jogador Genuíno, um atacante que chegou a ser, por muitos, comparado a Pelé. Segundo o saudoso cronista esportivo Armando Nogueira, Genuíno foi um dos maiores jogadores que já viu jogar. Em 1963, o BV voltou a dedicar-se exclusivamente ao futebol amador e continuou colecionando títulos, levando numerosos públicos ao seu estádio, fazendo jogos memoráveis e proporcionando alegria à sua apaixonada e fiel torcida. No fim da década de 80 o time retornou aos campeonatos profissionais, participando do Campeonato Mineiro da Terceira Divisão e conquistando o acesso à Segunda Divisão.
O Bela Vista foi sempre um celeiro de craques, exportados para os grandes centros esportivos do país, desde a sua fundação. De suas fileiras saíram Genuíno, o grande centroavante de fama nacional; Joel, do Bangu; Vandinho, do Vasco da Gama; Ayres e Danilo, do Metaluina; e Biguá, do Democrata.
Referência na descoberta e formação de atletas, em sua história recente, jogadores como o zagueiro Thiago Heleno, atualmente no Atlético Paranaense, o lateral direito Marcos Rocha, atualmente no Palmeiras e o zagueiro Gabriel, atualmente no Clube Atlético Mineiro, saíram das categorias de base do clube.

## Excursão pela Europa

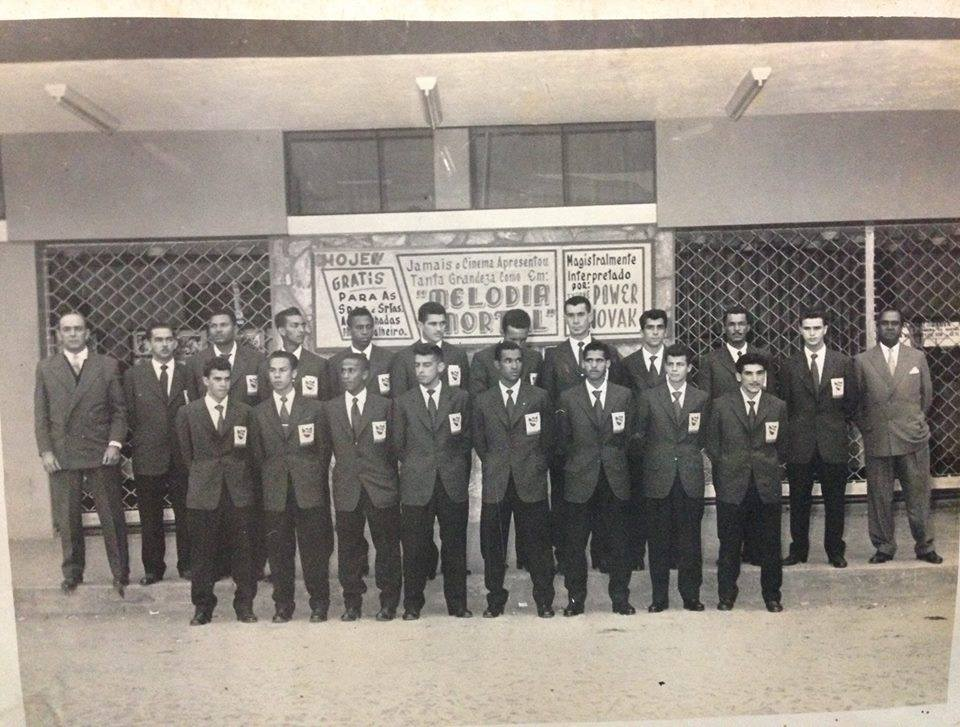
Foto oficial do embarque da delegação em 1958

Partida contra o Real Madrid: em pé: Orlando Rodrigues (técnico), Delio, Salvatori, Gaia, Adelmar, Isaias e Edésio; agachados: Toledo, Jorginho, Genuíno, Zico e Lima

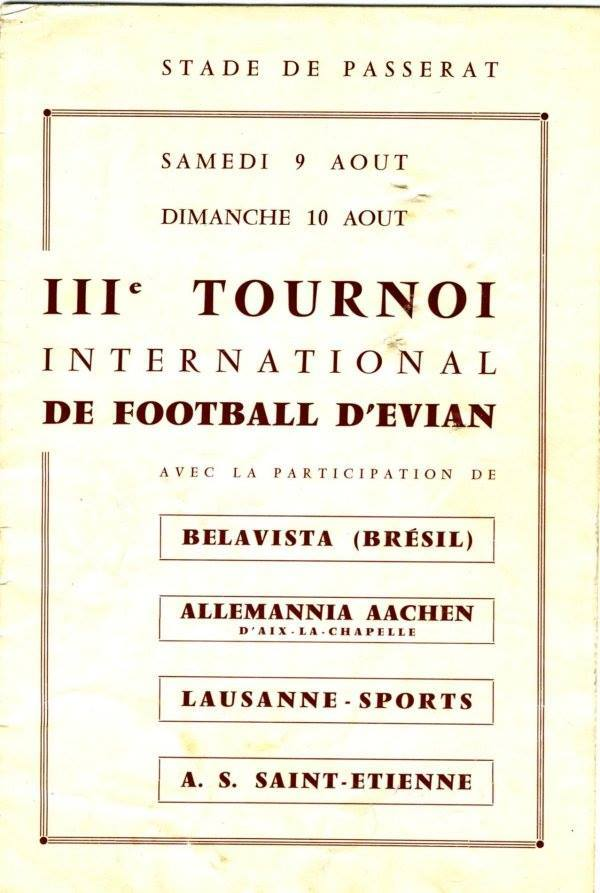
Publicidade da época para o Torneio D'Evian

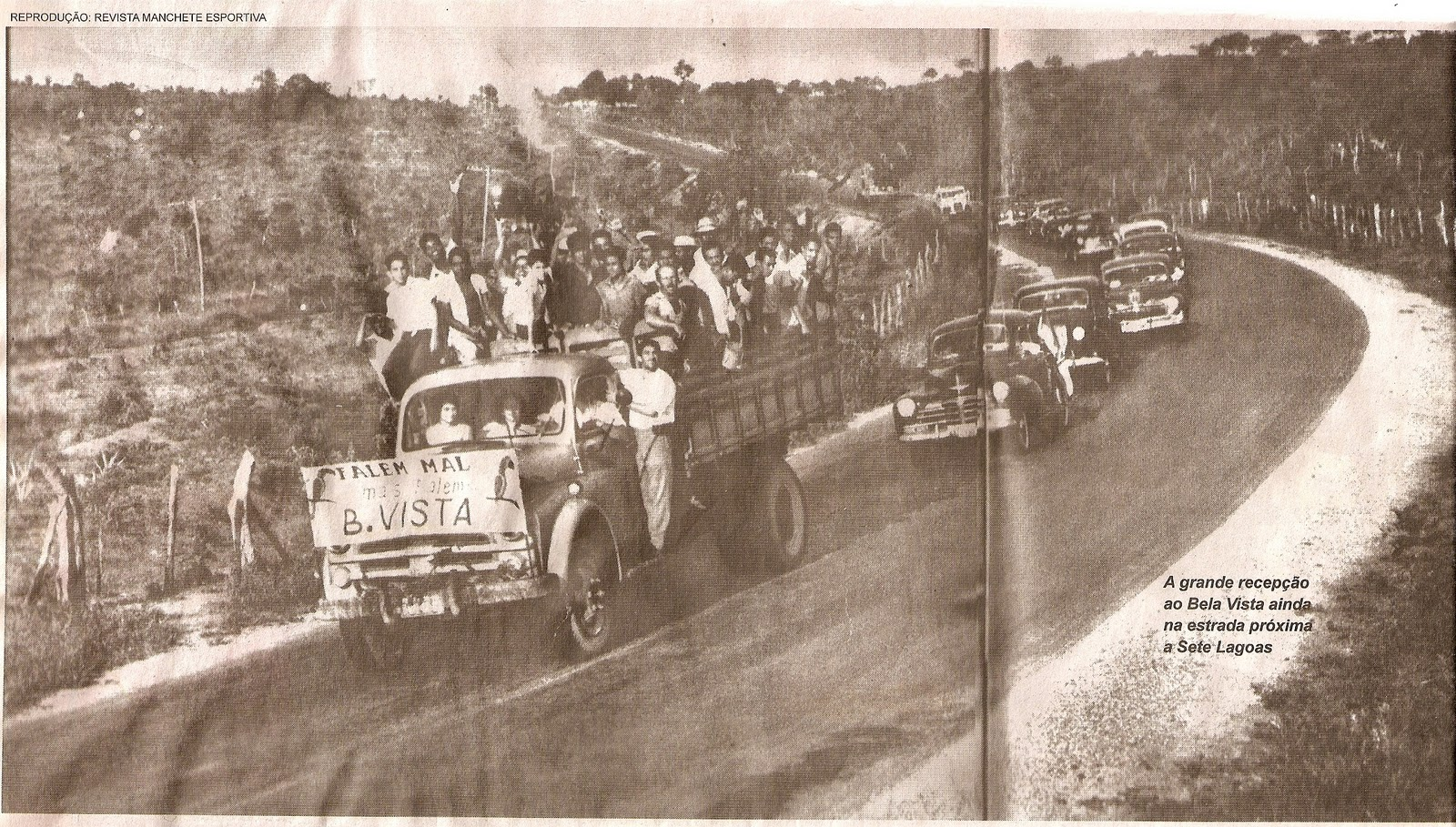
Chegada da excursão a Europa

Antes de ser iniciada a Copa do Mundo de 1958, na Suécia, transcorria em Belo Horizonte o Campeonato Mineiro, e o Bela Vista estava entre os primeiros colocados.
Perto do final dessa copa, o empresário europeu, naturalizado brasileiro, Roberto Flauzleigier ficou conhecendo jornalista e radialista mineiro Adelchi Ziller,  autor da “Enciclopédia do Atlético”, que fazia a cobertura do evento. Flauzleigier propôs a Ziller conseguir uma equipe brasileira para fazer uma série de jogos pela Europa, aproveitando o prestígio brasileiro conquistado durante a Copa. Vale mencionar que esse mesmo empresário contratara o time niteroiense Canto do Rio para excursão Europa, em abril de 1958, apresentando-o aos europeus o como “campeão carioca de 1966/67”, mas isto não causou nenhum furor na imprensa, já que aconteceu antes da Copa.
Adelchi trouxe a proposta para o Bela Vista e apresentou-a à Diretoria e ao Conselho Deliberativo, que aprovaram as cláusulas do contrato, tendo sido também aprovadas pelo Conselho Nacional de Desportos – CND, órgão de controle dos esportes no Brasil naquela época.
A Diretoria do Bela Vista resolveu que sua equipe deveria incluir alguns jogadores cariocas e mineiros para reforçar o time com pessoal  mais experiente, o que foi conseguido com Atlético Mineiro e o Vasco, sem pagamento pelo empréstimo, pois não eram jogadores do primeiro time, ficando a cargo do Bela Vista somente o salários, que eram pequenos. 
Em 1º de Agosto de 1958, os jogadores do Bela Vista partiram, rumo à Espanha, para sua aventura no velho continente. A delegação desembarcou em Madri e partiu de ônibus para Marselha, no sul da França, distante mil quilômetros da capital espanhola, para a disputa da sua primeira partida em solo europeu, contra o Olympique, no estádio Vélodrome.  Os jogadores Assis e Marinho, emprestados pelo Vasco, deixaram a delegação após essa primeira partida, seduzidos por propostas de clubes europeus.
Um dos principais adversários do Bela Vista em sua jornada épica foi o galáctico Real Madrid . Em uma tarde fria do outono espanhol o Gigante da Colina encarou os galácticos espanhóis carregando uma multidão de aproximadamente 100 mil pessoas para o estádio Santiago Bernabéu, e em um jogo disputado, perdeu pelo placar de 2x1 sofrendo o gol da derrota aos 46 min do segundo tempo, de pênalti. 
Torneio Internacional de Futebol D'Evian
Em sua passagem pelo território francês o Bela Vista disputou o Tournoi International de Football D'Evian. Além do alviverde sete-lagoano, participaram da competição as equipes do A.S. Saint-Etienne, o Allemannia Aachen e o Lausanne-Sports. O campeão do torneio foip A.S. Saint-Etienne. Com uma vitória e uma derrota o BV ficou com o 3º lugar.
A odisséia belavistana na Europa durou onze semanas e quatro dias. Neste período o Bela Vista realizou 24 partidas em diferentes países, o que equivale uma média de dois dias de intervalo entre cada partida, ou três jogos por semana. O que representa um recorde nunca superado! Além de França e Espanha, o BV jogou na Itália, Suíça, Alemanha Ocidental, Alemanha Oriental, Holanda, Dinamarca e Inglaterra. Equipes tradicionais do futebol mundial como  Newcastle United, Tottenham Hotspur, Middlesbrough, Birmingham City, Werder Bremen, Hamburgo e Bologna,  foram adversárias do time setelagoano.
Ao fim da aventura em solo europeu o BV retornou ao Brasil no final de Outubro de 1958. Na chegada a Sete Lagoas, uma grande surpresa. Como heróis, a delegação do Bela Vista foi recebida com festa. Uma multidão tomou conta das ruas da cidade para ovacionar o time, com direito a desfile de caminhão e foguetório. Uma faixa resumiu todo o sentimento dos apaixonados torcedores belavistanos: “Falem mal, mas falem do Bela Vista."
Abaixo as partidas do Bela Vista FC pela Europa  
| Placar | Adversário              | Local         |
| ------ | ----------------------- | ------------- |
| 1 - 3  | Olympique de Marseille  | Marselha      |
| 1 - 2  | Real Madrid             | Madri         |
| 1 - 2  | Alemannia Aachen        | Évian         |
| 3 - 1  | Lausanne Sports         | Alemanha      |
| 0 - 2  | Fortuna Düsseldorf      | Düsseldorf    |
| 0 - 2  | VfB Lübeck              | Lübeck        |
| 1 - 0  | Heider SV               | Heide         |
| 11 - 1 | Basiléia XI de amadores | Basiléia      |
| 1 - 1  | Grasshopper Zurigo      | Zurique       |
| 2 - 3  | Bologna                 | Bolonha       |
| 1 - 1  | Lokomotive Leipzig      | Leipzig       |
| 1 - 4  | Tennis Borussia Berlin  | Berlim        |
| 1 - 2  | Stævnet (Copenhague XI) | Copenhague    |
| 3 - 5  | Holstein Kiel           | Kiel          |
| 0 - 3  | Werder Bremen           | Bremen        |
| 0 - 1  | Hamburgo                | Hamburgo      |
| 0 - 2  | Eintracht Braunschweig  | Braunschweig  |
| 0 - 5  | Blauw-Wit Amsterdam     | Amsterdã      |
| 0 - 5  | Birmingham City         | Birmingham    |
| 1 - 12 | Newcastle United        | Newcastle     |
| 0 - 4  | Middlesbrough           | Middlesbrough |
| 0 - 4  | Sheffield United        | Sheffield     |
| 0 - 6  | Luton Town              | Luton         |
| 1 - 3  | Tottenham Hotspur       | Londres       |

Desempenho
| Jogos | Vitórias | Empates | Derrotas | Gols Pró | Gols Contra |
| ----- | -------- | ------- | -------- | -------- | ----------- |
| 24    | 3        | 2       | 19       | 29       | 74          |

Trechos destas informações foram extraídas do Livro "O Bela Vista Na Europa" do escritor Ronaldo Pontes. http://www.setedias.com.br/noticia/destaques/1958---a-odisseia-belavistana-na-europa/53/18689

## Títulos
Campeão setelagoano era amadora 1945, 1947, 1949, 1950, 1951, 1952, 1953.
Campanhas de destaque
 Vice-Campeão Segunda Divisão Mineiro: 1988